# Tangarafélék
A tangarafélék (Thraupidae) a madarak osztályának verébalakúak (Passeriformes) rendjébe tartozó család.

## Előfordulásuk
A tangarafélék csak Amerikában és  szigetein élnek. A fajok 60%-a  a trópusokon él Dél-Amerikában. A legtöbb faj endemikus.

## Megjelenésük
Tollazatuk feltűnően színes. Lábuk a fák ágaihoz alakultak ki. Énekük nem igazán feltünő.

## Rendszerezés

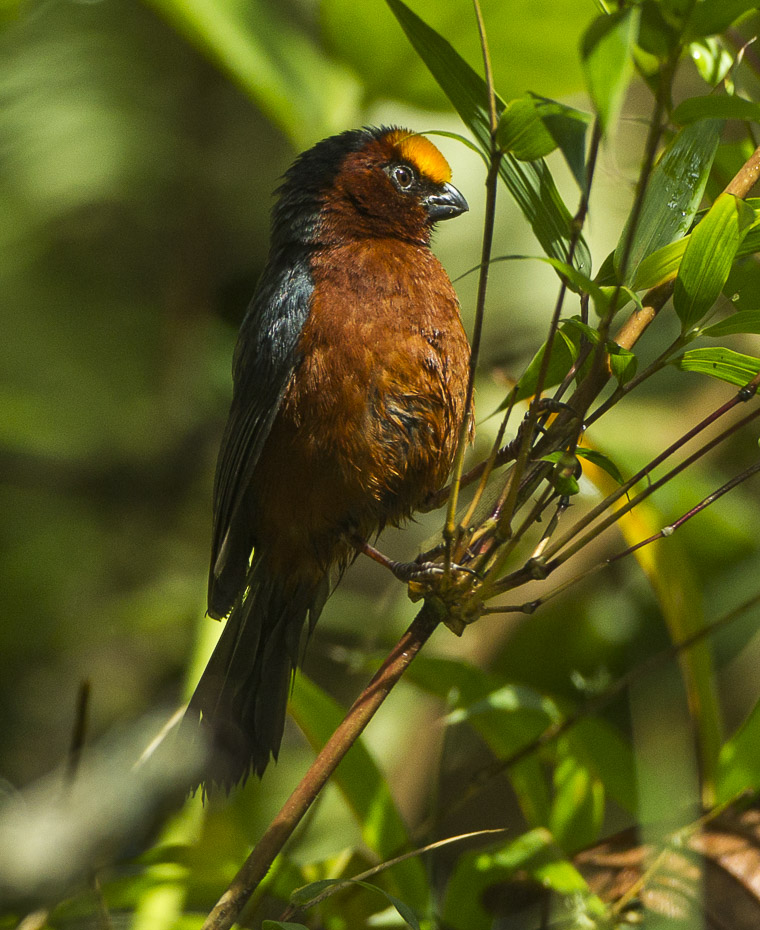
bársonyfejű pinty (Catamblyrhynchus diadema)

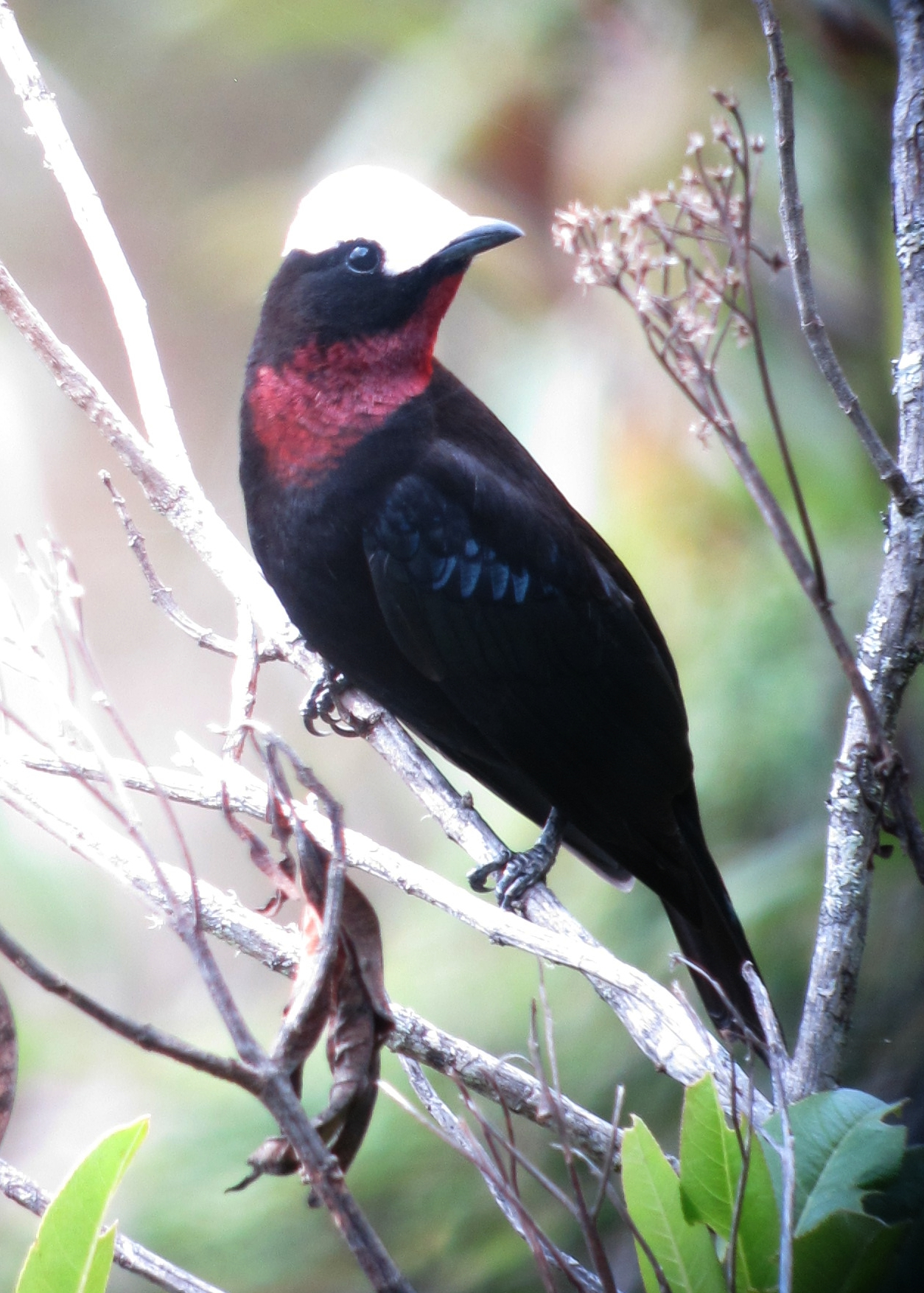
pártás tangara (Sericossypha albocristata)

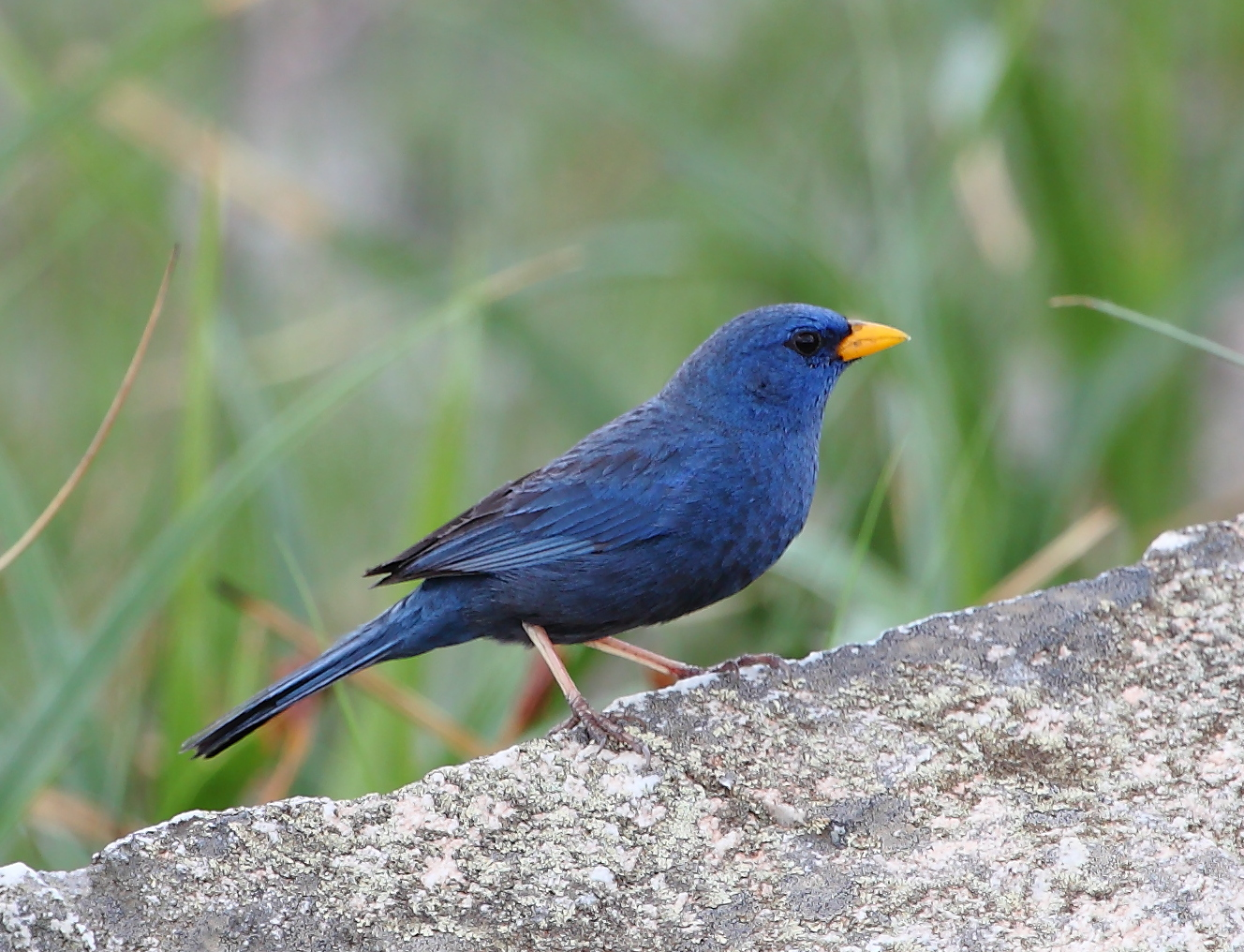
kobaltkék pinty (Porphyrospiza caerulescens)

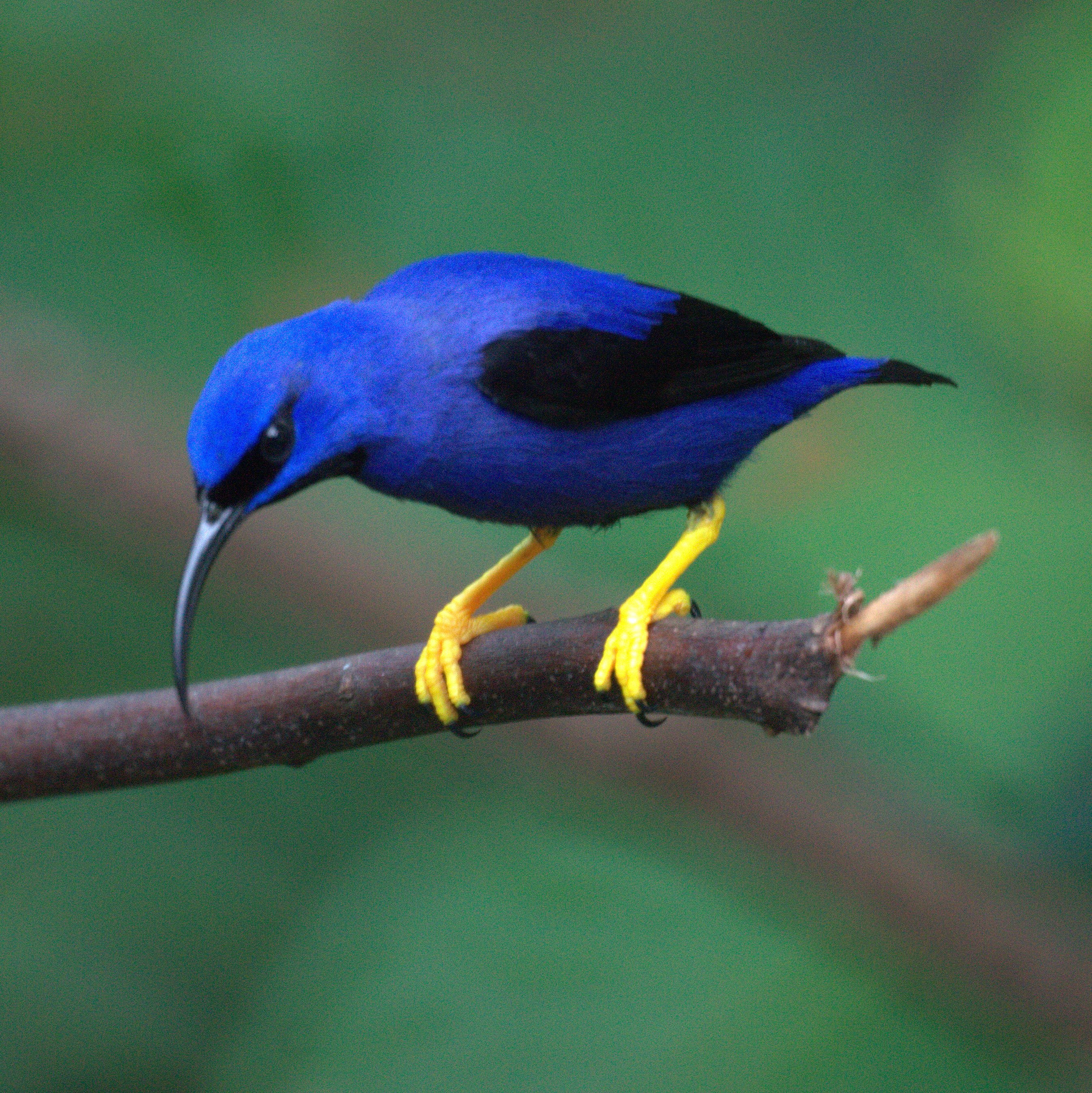
indigócukormadár (Cyanerpes caeruleus)

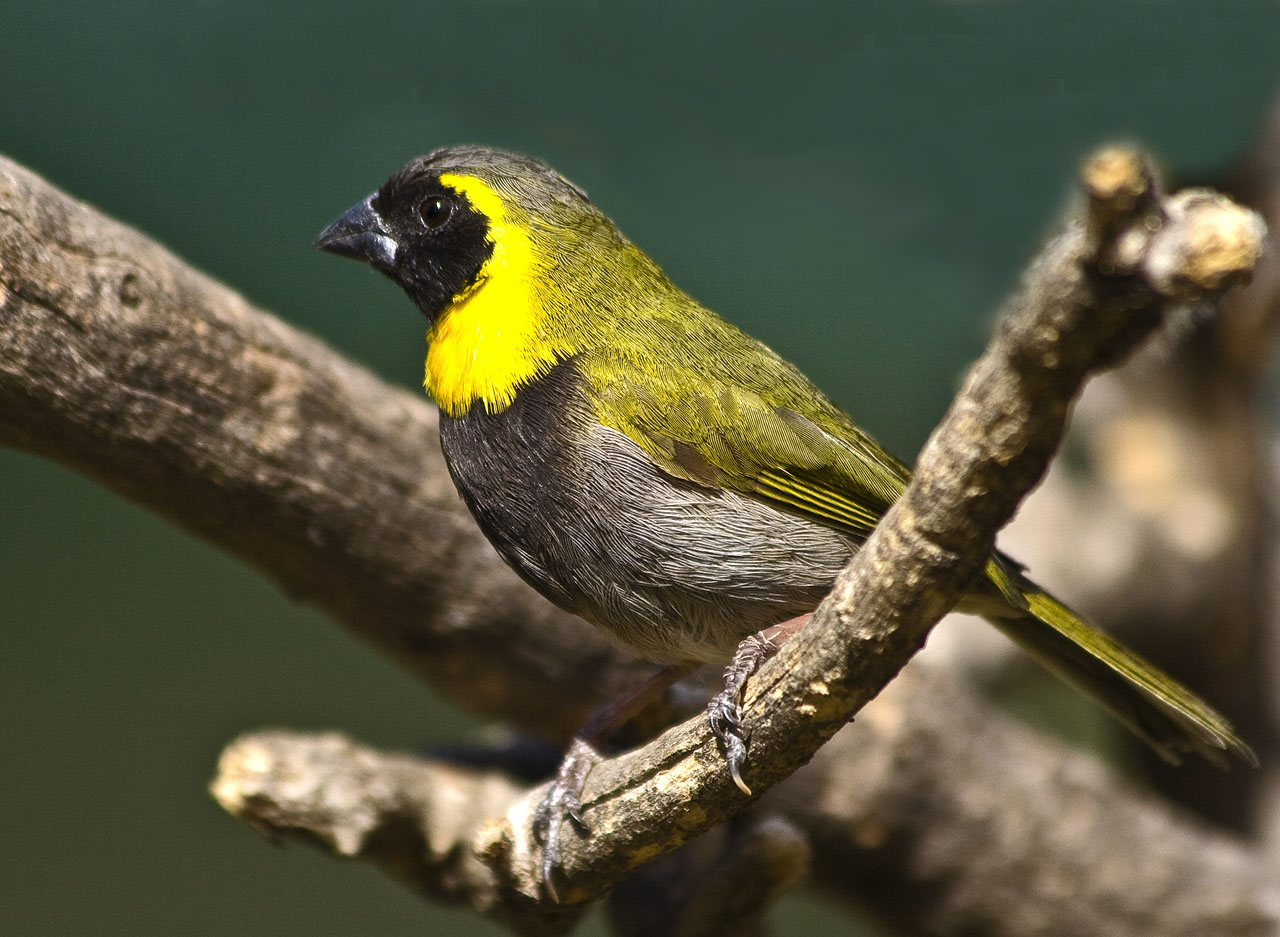
kis kubapinty (Phonipara canora)

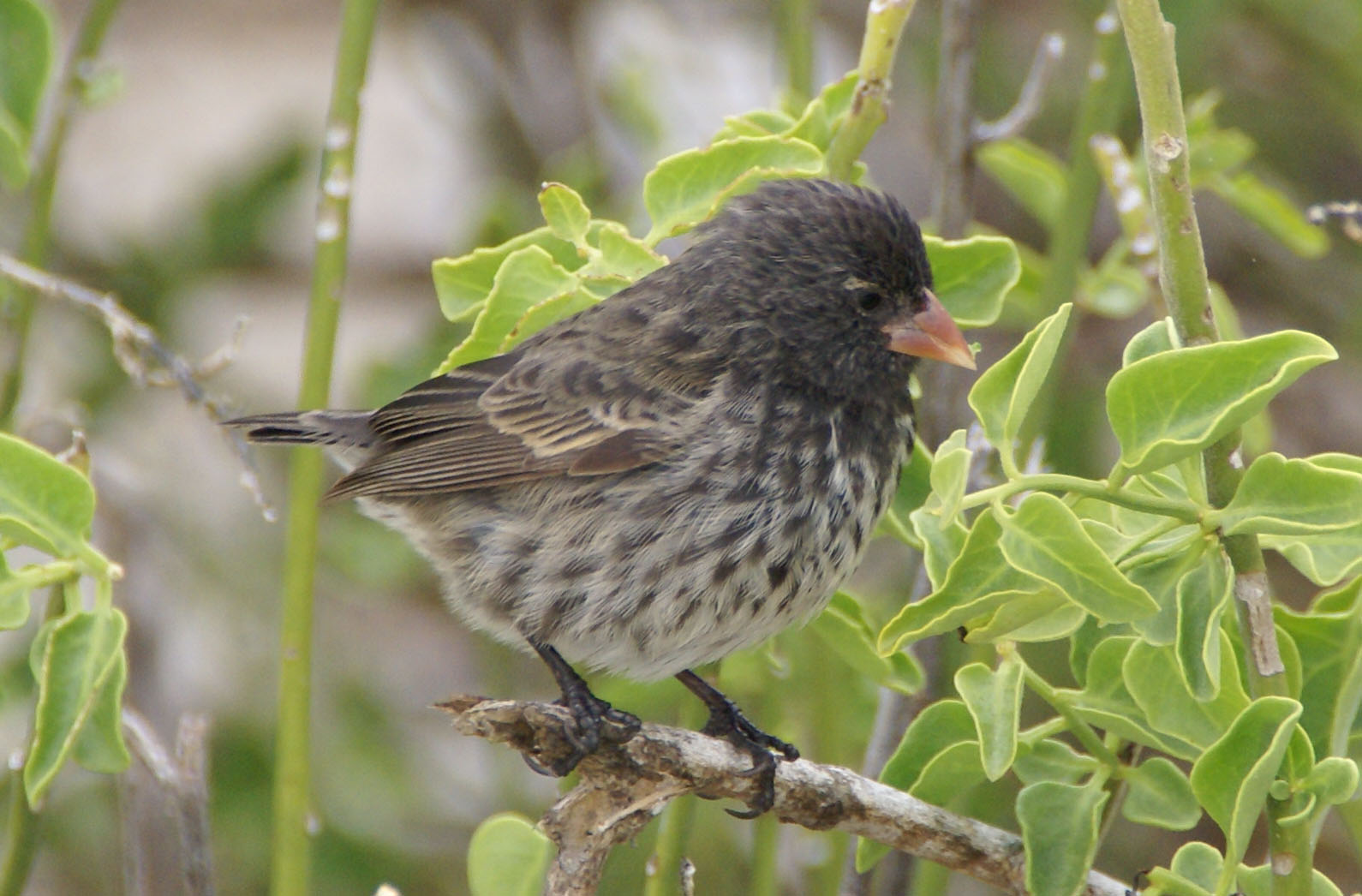
kis földipinty (Geospiza fuliginosa)

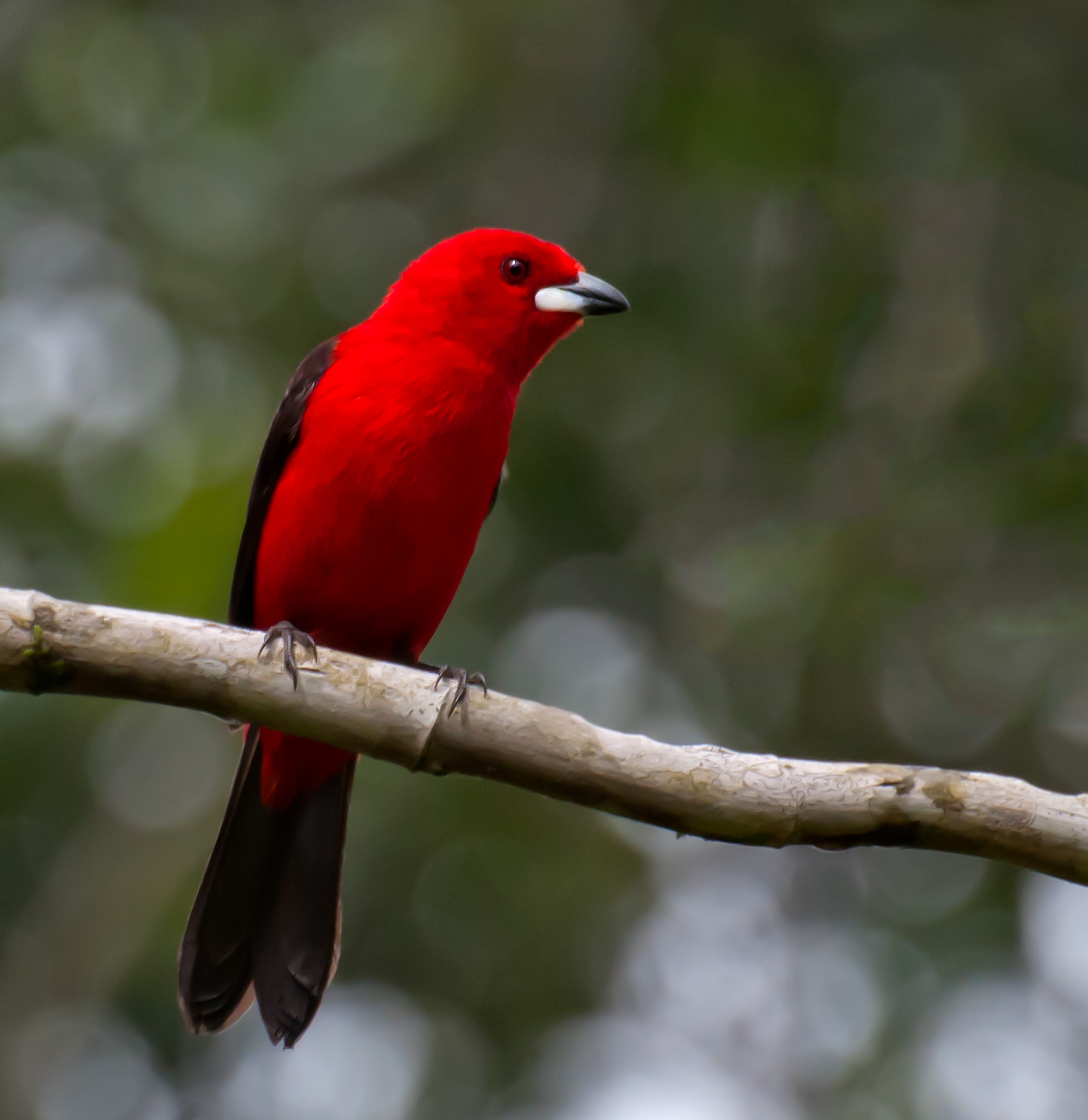
bíbortangara (Ramphocelus bresilius)

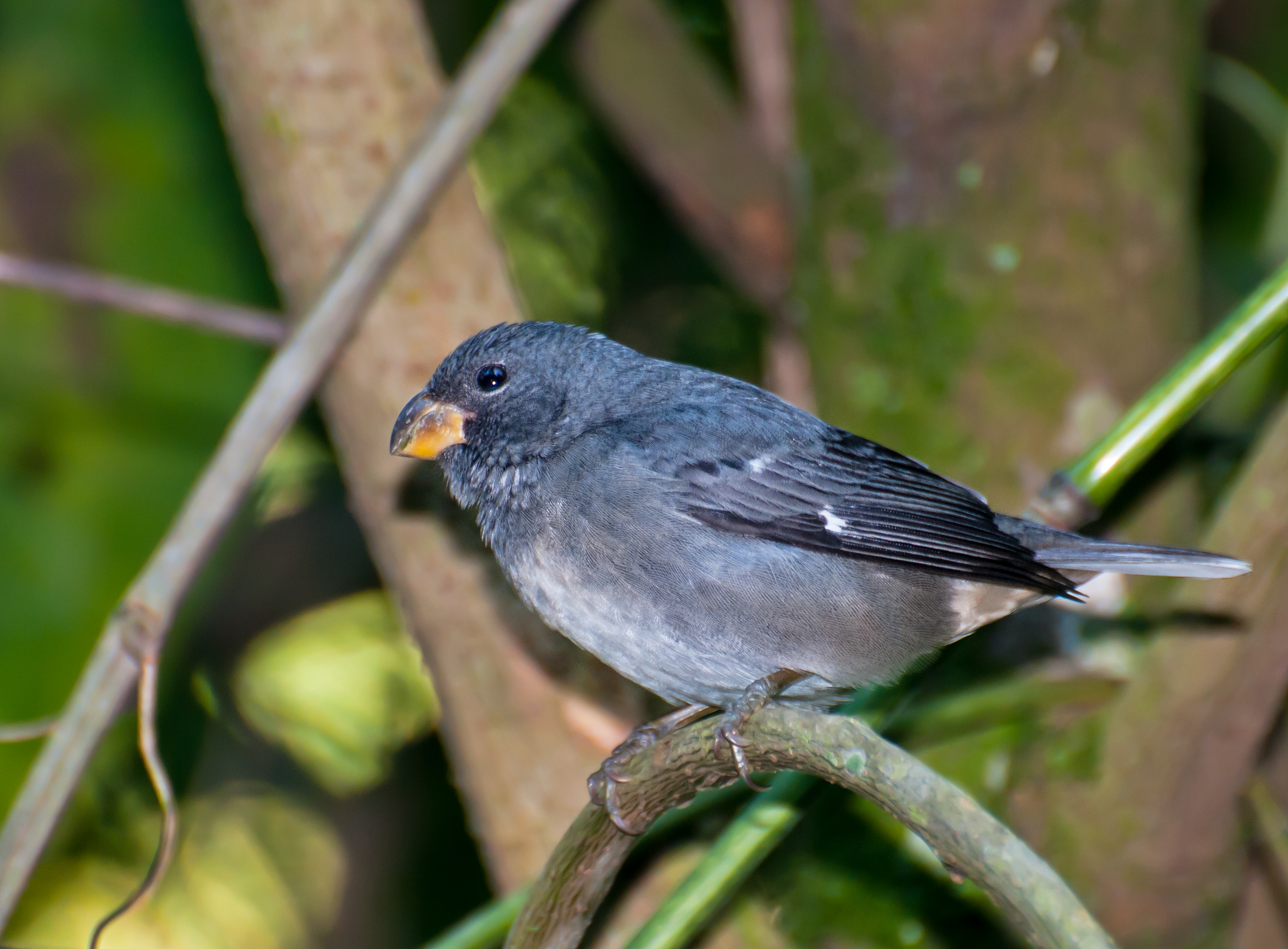
horonycsőrű törpepinty (Sporophila falcirostris)

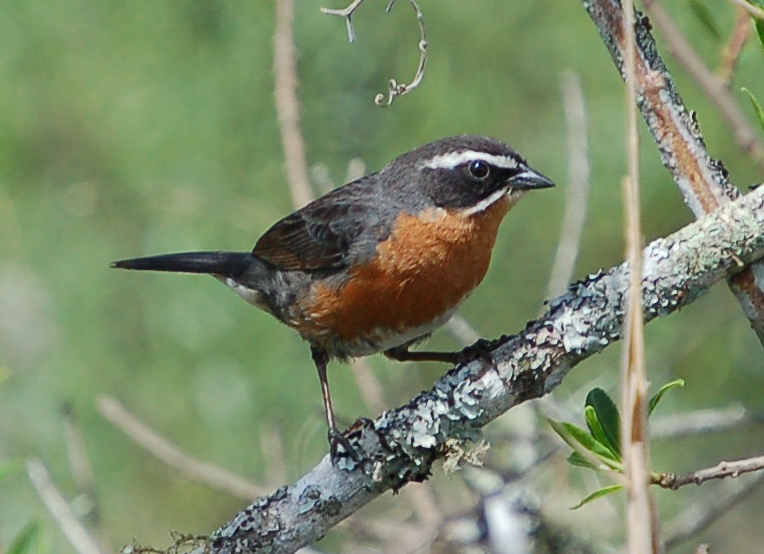
vörösbegyű perjepinty (Poospiza nigrorufa)

A családba az alábbi nemek és fajok tartoznak.

### Thraupinae
A Thraupinae alcsaládba az alábbi nemzetségek és nemek tartoznak:

#### Catamblyrhynchini
A nemzetségbe az alábbi nemet sorolják:
- Catamblyrhynchus – 1 faj

#### Porphyrospizini
A nemzetségbe az alábbi nemeket sorolják:
- Rhopospina – 1 faj
- Porphyrospiza – 3 faj
- Incaspiza – 5 faj

#### Orchesticini
- Parkerthraustes – 1 faj
- Orchesticus – 1 faj

#### Pipraeideini
A nemzetségbe az alábbi nemeket sorolják:
- Calochaetes – 1 faj
- Iridosornis – 5 faj
- Pipraeidea – 2 faj
- Pseudosaltator – 1 faj
- Dubusia – 2 faj
- Buthraupis – 1 faj
- Sporathraupis – 1 faj
- Tephrophilus – 1 faj
- Chlorornis – 1 faj
- Cnemathraupis – 2 faj
- Anisognathus – 5 faj

#### Cissopini
A nemzetségbe az alábbi nemeket sorolják:
- Wetmorethraupis – 1 faj
- Bangsia – 5 faj
- Chlorochrysa – 3 faj
- Lophospingus – 2 faj
- Neothraupis  – 1 faj
- Gubernatrix – 1 faj
- Stephanophorus – 1 faj
- Cissopis – 1 faj
- Schistochlamys – 2 faj
- Paroaria – 6 faj

#### Thraupini
A nemzetségbe az alábbi nemeket sorolják:
- Ixothraupis – 5 faj
- Chalcothraupis – 1 faj
- Poecilostreptus – 2 faj
- Thraupis – 9 faj
- Stilpnia – 14 faj
- Tangara – 27 faj

### Dacninae
Az alcsaládba az alábbi nemzetségek és nemeket sorolják:

#### Nemosiini
- Nemosia – 2 faj
- Cyanicterus – 1 faj
- Sericossypha – 2 faj

#### Conirostrini
A nemzetségbe az alábbi nemet sorolják:
- Conirostrum – 11 faj

#### Diglossini
A nemzetségbe az alábbi nemet sorolják:
- Phrygilus – 4 faj
- Idiopsar – 3 faj
- Rowettia – 1 faj
- Melanodera – 2 faj
- Nesospiza – 3 faj
- Sicalis – 12 faj
- Xenodacnis – 1 faj
- Diuca – 1
- Geospizopsis – 2 faj
- Haplospiza – 2 vagy 3 faj
  - Acanthidops – 1 faj
- Catamenia – 3 faj
- Diglossa – 18 faj

#### Hemithraupini
- Chlorophanes – 1 faj
- Iridophanes – 1 faj
- Chrysothlypis – 2 faj
- Heterospingus – 2 faj
- Hemithraupis – 3 faj

#### Tachyphonini
- Creurgops – 2 faj
- Volatinia – 1 faj
- Conothraupis – 2 faj
- Trichothraupis – 5 faj
- Coryphospingus – 2 faj
- Lanio – 4 faj
- Tachyphonus – 8 faj
- Ramphocelus  – 9 faj

#### Charitospizini
- Charitospiza – 1 faj

#### Dacnini
- Tersina – 1 faj
- Cyanerpes  – 4 faj
- Dacnis – 10 faj

#### Emberizoidini
- Coryphaspiza – 1 faj
- Embernagra – 2 faj
- Emberizoides – 3 faj

#### Saltatorini
- Saltatricula – 2 faj
- Saltator – 14 faj

#### Poospizini
- Piezorina – 1 faj
- Xenospingus – 1 faj
- Cnemoscopus – 1 faj
- Pseudospingus – 2 faj
- Poospiza – 10 faj
  - Compsospiza – 2 faj
- Kleinothraupis – 5 faj
- Sphenopsis – 3 faj
- Thlypopsis – 8 faj
- Poospizopsis – 2 faj
- Cypsnagra – 1 faj
- Donacospiza – 1 faj
- Castanozoster – 1 faj
- Urothraupis – 1 faj
- Nephelornis – 1 faj
- Microspingus – 8 faj

#### Coerebini
- Coereba – 1 faj
- Tiaris – 1 faj
- Euneornis – 1 faj
- Melopyrrha – 3 faj
- Loxipasser – 1 faj
- Phonipara – 1 faj
- Loxigilla – 2 faj
- Melanospiza – 2 faj
- Asemospiza – 2 faj
- Certhidea – 2 faj
- Platyspiza – 1 faj
- Pinaroloxias – 1 faj
- Geospiza – 9 faj
- Camarhynchus – 5 faj

#### Sporophilini
- Sporophila – 41 faj
- Oryzoborus – 6 faj

### Bizonytalan helyzetűek
- Hemispingus – 14 faj
- Eucometis – 1 faj
- Loriotus - 3 faj
- Rhodospingus - 1 faj
- Compsothraupis – 1 faj

### Átsorolt fajok

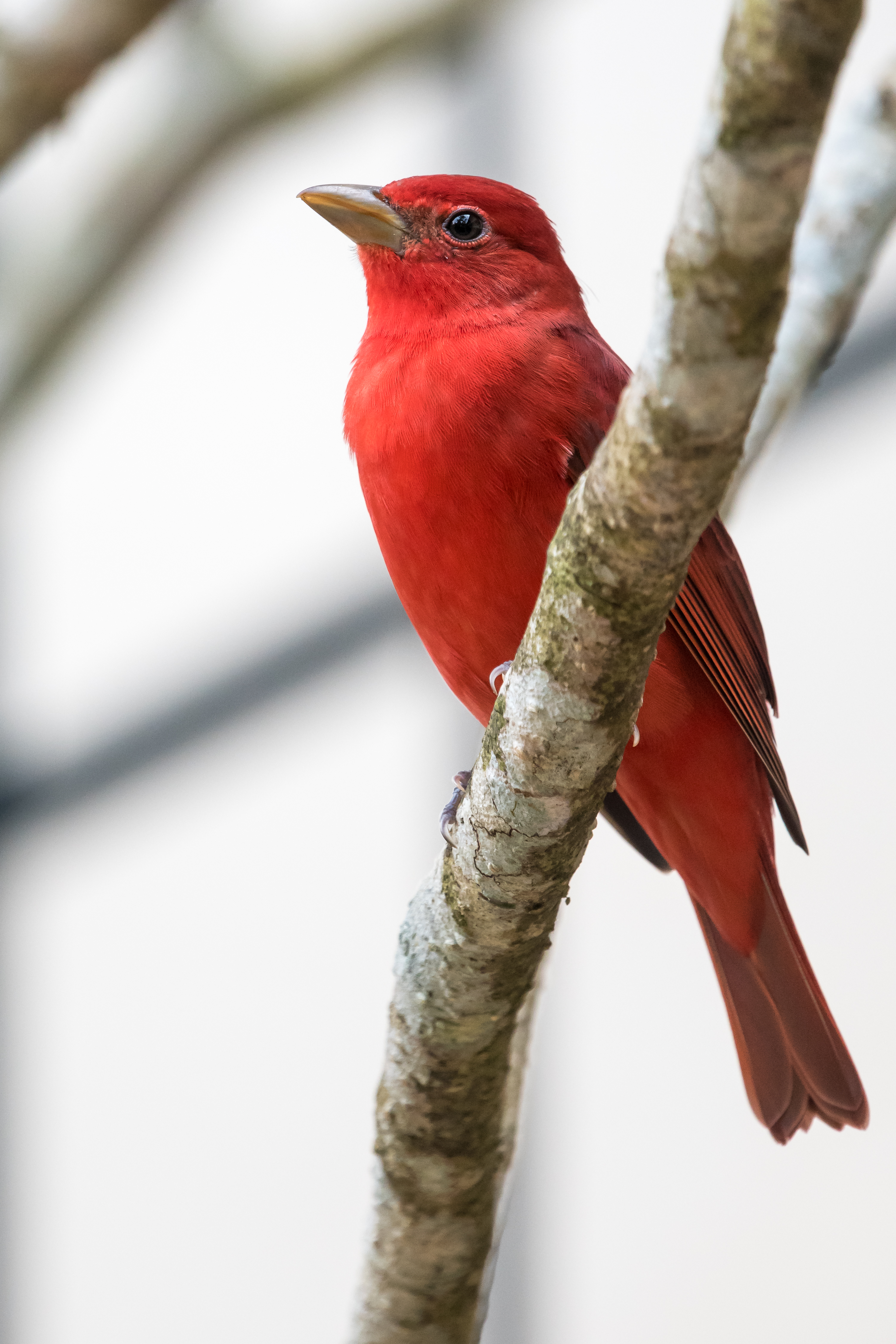
A piros tangara (Piranga rubra) átsorolásra került a kardinálispintyfélék közé

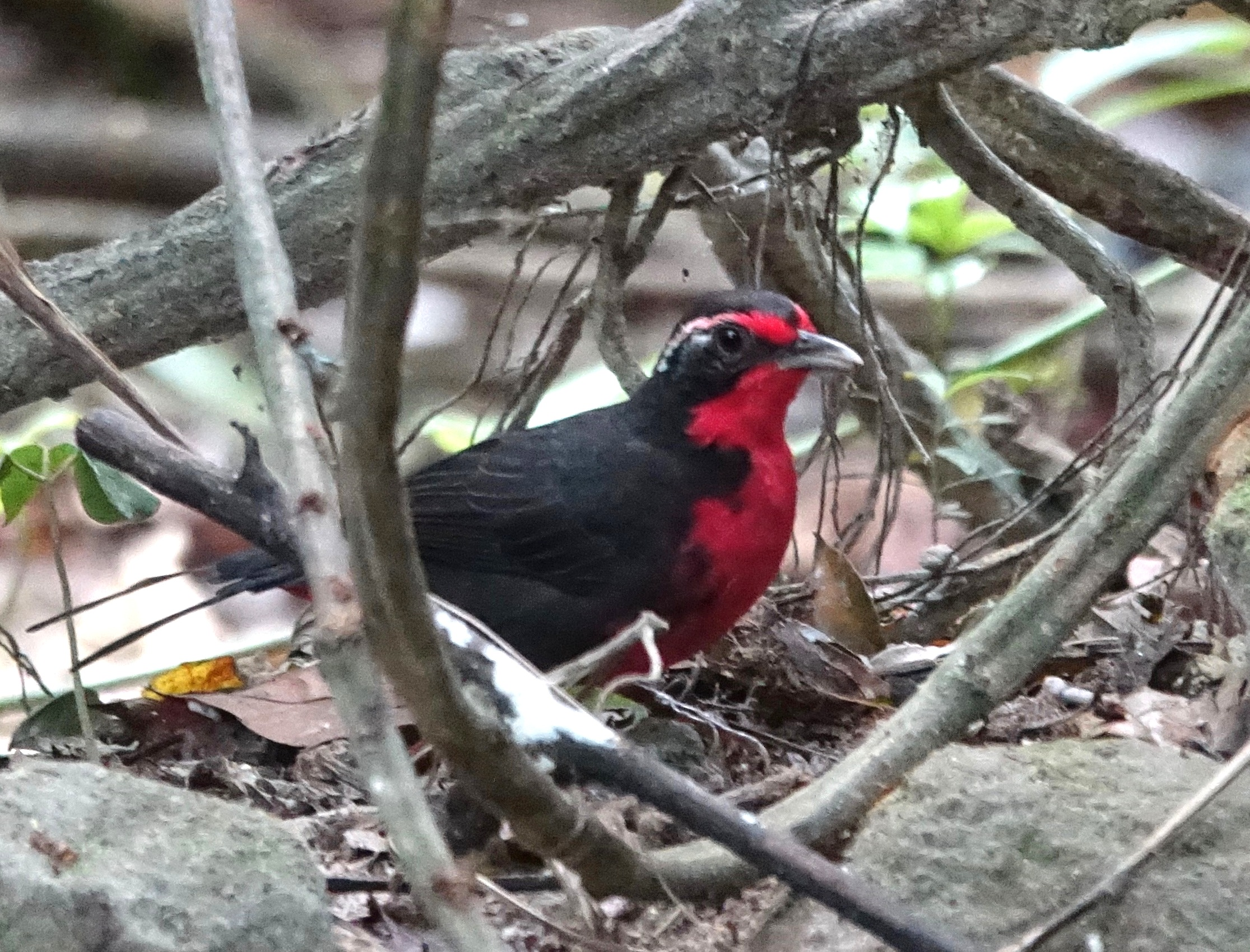
rózsás rigótangara (Rhodinocichla rosea), ezt a fajt újabban külön családba sorolják

A következő fajokat korábban a tangarafélék közé sorolták, de az újabb besorolások szerint különböző madárcsaládok közé lettek átsorolva.
Átsorolva a verébsármányfélék (Passerellidae) családjába
- Chlorospingus - 8 faj
- Oreothraupis – 1 faj

Átsorolva a kardinálispintyfélék  (Cardinalidae) családjába
- Piranga – 9 faj
- Habia – 5 faj
- Chlorothraupis – 3 faj
- Amaurospiza – 4 faj

Átsorolva a pintyfélék (Fringillidae) családjába
- Euphonia – 27 faj
- Chlorophonia – 5 faj

Átsorolva a Phaenicophilidae családjába
- Microligea – 1 faj
- Xenoligea – 1 faj
- Phaenicophilus – 2 faj

Átsorolva a Mitrospingidae családjába
- Mitrospingus – 2 faj
- Orthogonys – 1 faj
- Lamprospiza – 1 faj

Átsorolva a Nesospingidae családjába
- Nesospingus – 1 faj

Átsorolva a Spindalidae családjába 
- Spindalis – 4 faj

Átsorolva a Calyptophilidae családjába
- Calyptophilus – 2 faj

Átsorolva a Rhodinocichlidae családjába
- Rhodinocichla – 1 faj